# صموئيل أتكينز إليوت جونيور
صموئيل أتكينز إليوت جونيور (بالإنجليزية: Samuel Atkins Eliot Jr.)‏ (14 مارس 1893 - 3 أغسطس 1984)؛ روائي أمريكي. درس في جامعة هارفارد.